# 朱載圭 (順昌王)
順昌王朱載圭（1580年—17世纪），是明朝顺昌王朱厚熍之庶一子，母杜氏，明仁宗之晜孫，明朝第四代也是史书记载的最后一代顺昌王。

## 生平
朱載圭之父朱厚熍于萬曆十八年（1590年）逝世，原本作为庶长子的朱載圭应该被册封为郡王长子，但因为朱載圭贫穷多病，并没有立即得到册封。1605年，朱载圭向朝廷请求改封自己为郡王，袭封父亲的爵位，礼部经过研议后，最终于万历三十五年（1607年）同意册封朱載圭为顺昌王。
萬曆四十六年（1618年），明神宗派遣參議張泮、行人魏光緒等人，前往饶州府册封萬氏为朱载圭王妃。但朱载圭对此却置若罔闻，对于使节态度冷淡，因此与永丰王朱常𣿖、南康王朱載𧽧等人遭到朝廷斥责，并被扣罚禄米。
《明史》与《鄱阳县志》等史书并未记载朱载圭于何年逝世。也没有关于其子嗣的记载。